# Teemu Eronen
Teemu Eronen (ur. 22 listopada 1990 w Vantaa) – fiński hokeista, reprezentant Finlandii.
Jego ojciec Petri został trenerem hokejowym.

## Kariera
- Jokerit U16 (2005-2006)
- Jokerit U18 (2006-2008)
- Jokerit U20 (2007-2009)
  -  Suomi U20 (2008-2010)
- Jokerit (2008-2014)
  -  Kiekko-Vantaa (2013)
- Nieftiechimik Niżniekamsk (2015)
- Witiaź Podolsk (2015-2016)
- HIFK (2016-2019)
- Jokerit (2019-2020)
- Växjö Lakers (2020-2021)
- IF Björklöven (2021-)

Wychowanek klubu EVU. Wieloletni zawodnik Jokeritu. Od maja 2014 zawodnik rosyjskiego klubu Nieftiechimik Niżniekamsk w rosyjskiej lidze KHL. Od maja 2015 zawodnik Witiazia Podolsk w tych samych rozgrywkach (wraz z nim do klubu przyszedł Olli Palola). Od maja 2016 zawodnik HIFK. W kwietniu 2019 ponownie został graczem Jokeritu. Od końca sierpnia 2020 zawodnik szwedzkiego klubu Växjö Lakers. Na początku stycznia 2021 ogłoszono rozwiązanie jego kontraktu. Wkrótce potem został zawodnikiem IF Björklöven.
Uczestniczył w turniejach mistrzostw świata juniorów do lat 18 edycji 2008, mistrzostw świata juniorów do lat 20 edycji 2010. Został reprezentantem kadry seniorskiej Finlandii.

## Sukcesy
Klubowe
- Brązowy medal mistrzostw Finlandii: 2012 z Jokeritem